# Nomia chandleri
Nomia chandleri là một loài Hymenoptera trong họ Halictidae. Loài này được Ashmead mô tả khoa học năm 1899.